# Lista uczestników Giro d’Italia 2017
Lista uczestników Giro d’Italia 2017
W wyścigu brało udział 18 drużyn UCI World Tour oraz 4 zaproszone drużyny UCI Professional Continental. Zawodnicy nosili numery od 1 do 219. W każdej drużynie było 9 zawodników, więc pierwsza drużyna otrzymała numery od 1 do 9, druga od 11 do 19, trzecia od 21 do 29 itd. Wyjątkiem była drużyna Lotto Soudal, która nosiła numery od 100 do 107 oraz 109. Dzieje się tak, ponieważ organizatorzy postanowili już nigdy nie używać numeru 108, z którym podczas Giro d’Italia 2011 jechał, tragicznie wtedy zmarły, Wouter Weylandt.
Drużyna Astana Pro Team zdecydowała się wystąpić w 8-osobowym składzie. Powodem tego była śmierć kolarza grupy, który miał wystartować w wyścigu. Michele Scarponi zmarł wskutek wypadku na treningu w dniu 22 kwietnia 2017.

## Legenda
| Legenda         | Legenda                                    |
| --------------- | ------------------------------------------ |
| A pink jersey   | Zwycięzca klasyfikacji generalnej          |
| A violet jersey | Zwycięzca klasyfikacji punktowej           |
| A blue jersey   | Zwycięzca klasyfikacji górskiej            |
| A white jersey  | Zwycięzca klasyfikacji młodzieżowej        |
| DNS             | Zawodnik nie wystartował do etapu          |
| DNF             | Zawodnik nie ukończył etapu                |
| DSQ             | Zawodnik został zdyskwalifikowany          |
| HD              | Zawodnik przekroczył limit czasu na etapie |

Zawodnicy urodzeni po 1 stycznia 1992, którzy biorą udział w klasyfikacji młodzieżowej są oznaczeni gwiazdką.

### Bahrain-Merida
| Bahrain-Merida TBM | Bahrain-Merida TBM | Bahrain-Merida TBM | Bahrain-Merida TBM | Bahrain-Merida TBM                                                                                | Bahrain-Merida TBM |
| Numer              | Zawodnik           | Państwo            | Wiek               | Uwagi                                                                                             | Miejsce            |
| ------------------ | ------------------ | ------------------ | ------------------ | ------------------------------------------------------------------------------------------------- | ------------------ |
| 1                  | Vincenzo Nibali    | Włochy             | 32                 |                                                                                                   | 3.                 |
| 2                  | Valerio Agnoli     | Włochy             | 32                 |                                                                                                   | 110.               |
| 3                  | Manuele Boaro      | Włochy             | 30                 |                                                                                                   | 74.                |
| 4                  | Enrico Gasparotto  | Włochy             | 35                 |                                                                                                   | 76.                |
| 5                  | Javier Moreno      | Hiszpania          | 32                 |                                                                                                   | DSQ-4              |
| 6                  | Franco Pellizotti  | Włochy             | 39                 |                                                                                                   | 21.                |
| 7                  | Luka Pibernik*     | Słowenia           | 23                 |                                                                                                   | 100.               |
| 8                  | Kanstancin Siucou  | Białoruś           | 34                 | Mistrz Białorusi w jeździe indywidualnej na czas · Mistrz Białorusi w wyścigu ze startu wspólnego | 35.                |
| 9                  | Giovanni Visconti  | Włochy             | 34                 |                                                                                                   | DNF-20             |

### Ag2r-La Mondiale
| Ag2r-La Mondiale ALM | Ag2r-La Mondiale ALM | Ag2r-La Mondiale ALM | Ag2r-La Mondiale ALM | Ag2r-La Mondiale ALM | Ag2r-La Mondiale ALM |
| Numer                | Zawodnik             | Państwo              | Wiek                 | Uwagi                | Miejsce              |
| -------------------- | -------------------- | -------------------- | -------------------- | -------------------- | -------------------- |
| 11                   | Domenico Pozzovivo   | Włochy               | 34                   |                      | 6.                   |
| 12                   | Julien Bérard        | Francja              | 29                   |                      | 131.                 |
| 13                   | François Bidard*     | Francja              | 25                   |                      | 39.                  |
| 14                   | Clément Chevrier*    | Francja              | 24                   |                      | 81.                  |
| 15                   | Hubert Dupont        | Francja              | 36                   |                      | 19.                  |
| 16                   | Ben Gastauer         | Luksemburg           | 29                   |                      | 29.                  |
| 17                   | Alexandre Geniez     | Francja              | 29                   |                      | DNF-4                |
| 18                   | Quentin Jauregui*    | Francja              | 23                   |                      | 90.                  |
| 19                   | Matteo Montaguti     | Włochy               | 33                   |                      | 51.                  |

### Astana Pro Team
| Astana Pro Team AST | Astana Pro Team AST | Astana Pro Team AST | Astana Pro Team AST | Astana Pro Team AST | Astana Pro Team AST |
| Numer               | Zawodnik            | Państwo             | Wiek                | Uwagi               | Miejsce             |
| ------------------- | ------------------- | ------------------- | ------------------- | ------------------- | ------------------- |
| 22                  | Dario Cataldo       | Włochy              | 32                  |                     | 14.                 |
| 23                  | Pello Bilbao        | Hiszpania           | 27                  |                     | 66.                 |
| 24                  | Żandos Bizigitow    | Kazachstan          | 25                  |                     | 160.                |
| 25                  | Jesper Hansen       | Dania               | 26                  |                     | 32.                 |
| 26                  | Tanel Kangert       | Estonia             | 30                  |                     | DNF-15              |
| 27                  | Luis León Sánchez   | Hiszpania           | 33                  |                     | 43.                 |
| 28                  | Paolo Tiralongo     | Włochy              | 39                  |                     | 83.                 |
| 29                  | Andriej Zejc        | Kazachstan          | 30                  |                     | 63.                 |

### Bardiani CSF
| Bardiani-CSF BRD | Bardiani-CSF BRD   | Bardiani-CSF BRD | Bardiani-CSF BRD | Bardiani-CSF BRD | Bardiani-CSF BRD |
| Numer            | Zawodnik           | Państwo          | Wiek             | Uwagi            | Miejsce          |
| ---------------- | ------------------ | ---------------- | ---------------- | ---------------- | ---------------- |
| 31               | Stefano Pirazzi    | Włochy           | 30               |                  | DNS-1            |
| 32               | Vincenzo Albanese* | Włochy           | 20               |                  | DNS-16           |
| 33               | Simone Andretta*   | Włochy           | 23               |                  | 156.             |
| 34               | Enrico Barbin      | Włochy           | 27               |                  | 124.             |
| 35               | Nicola Boem        | Włochy           | 27               |                  | 152.             |
| 36               | Giulio Ciccone*    | Włochy           | 22               |                  | 95.              |
| 37               | Mirco Maestri      | Włochy           | 25               |                  | 143.             |
| 38               | Lorenzo Rota*      | Włochy           | 21               |                  | 151.             |
| 39               | Nicola Ruffoni     | Włochy           | 26               |                  | DNS-1            |

### BMC Racing Team
| BMC Racing Team BMC | BMC Racing Team BMC | BMC Racing Team BMC | BMC Racing Team BMC | BMC Racing Team BMC                              | BMC Racing Team BMC |
| Numer               | Zawodnik            | Państwo             | Wiek                | Uwagi                                            | Miejsce             |
| ------------------- | ------------------- | ------------------- | ------------------- | ------------------------------------------------ | ------------------- |
| 41                  | Tejay van Garderen  | Stany Zjednoczone   | 28                  |                                                  | 20.                 |
| 42                  | Rohan Dennis        | Australia           | 26                  | Mistrz Australii w jeździe indywidualnej na czas | DNF-4               |
| 43                  | Silvan Dillier      | Szwajcaria          | 26                  |                                                  | 67.                 |
| 44                  | Ben Hermans         | Belgia              | 30                  |                                                  | DNF-16              |
| 45                  | Manuel Quinziato    | Włochy              | 37                  | Mistrz Włoch w jeździe indywidualnej na czas     | 133.                |
| 46                  | Joseph Rosskopf     | Stany Zjednoczone   | 27                  |                                                  | 70.                 |
| 47                  | Manuel Senni*       | Włochy              | 25                  |                                                  | 79.                 |
| 48                  | Dylan Teuns*        | Belgia              | 25                  |                                                  | 75.                 |
| 49                  | Francisco Ventoso   | Hiszpania           | 34                  |                                                  | 94.                 |

### Bora-Hansgrohe
| Bora-Hansgrohe BOH | Bora-Hansgrohe BOH | Bora-Hansgrohe BOH | Bora-Hansgrohe BOH | Bora-Hansgrohe BOH                              | Bora-Hansgrohe BOH |
| Numer              | Zawodnik           | Państwo            | Wiek               | Uwagi                                           | Miejsce            |
| ------------------ | ------------------ | ------------------ | ------------------ | ----------------------------------------------- | ------------------ |
| 51                 | Jan Bárta          | Czechy             | 32                 |                                                 | 127.               |
| 52                 | Cesare Benedetti   | Włochy             | 29                 |                                                 | 115.               |
| 53                 | Sam Bennett        | Irlandia           | 26                 |                                                 | 158.               |
| 54                 | Patrick Konrad     | Austria            | 25                 |                                                 | 16.                |
| 55                 | José Mendes        | Portugalia         | 32                 | Mistrz Portugalii w wyścigu ze startu wspólnego | 48.                |
| 56                 | Gregor Mühlberger* | Austria            | 23                 |                                                 | 41.                |
| 57                 | Matteo Pelucchi    | Włochy             | 28                 |                                                 | HD-10              |
| 58                 | Lukas Pöstlberger* | Austria            | 25                 |                                                 | 114.               |
| 59                 | Rüdiger Selig      | Niemcy             | 28                 |                                                 | DNF-15             |

### Cannondale-Drapac
| Cannondale-Drapac CDT | Cannondale-Drapac CDT | Cannondale-Drapac CDT | Cannondale-Drapac CDT | Cannondale-Drapac CDT | Cannondale-Drapac CDT |
| Numer                 | Zawodnik              | Państwo               | Wiek                  | Uwagi                 | Miejsce               |
| --------------------- | --------------------- | --------------------- | --------------------- | --------------------- | --------------------- |
| 61                    | Pierre Rolland        | Francja               | 30                    |                       | 22.                   |
| 62                    | Hugh Carthy*          | Wielka Brytania       | 22                    |                       | 92.                   |
| 63                    | Joe Dombrowski        | Stany Zjednoczone     | 25                    |                       | 69.                   |
| 64                    | Davide Formolo*       | Włochy                | 24                    |                       | 10.                   |
| 65                    | Alex Howes            | Stany Zjednoczone     | 29                    |                       | 136.                  |
| 66                    | Kristijan Koren       | Słowenia              | 30                    |                       | 128.                  |
| 67                    | Tom-Jelte Slagter     | Holandia              | 27                    |                       | 77.                   |
| 68                    | Davide Villella       | Włochy                | 25                    |                       | 72.                   |
| 69                    | Michael Woods         | Kanada                | 30                    |                       | 38.                   |

### CCC Sprandi Polkowice
| CCC Sprandi Polkowice CCC | CCC Sprandi Polkowice CCC | CCC Sprandi Polkowice CCC | CCC Sprandi Polkowice CCC | CCC Sprandi Polkowice CCC                     | CCC Sprandi Polkowice CCC |
| Numer                     | Zawodnik                  | Państwo                   | Wiek                      | Uwagi                                         | Miejsce                   |
| ------------------------- | ------------------------- | ------------------------- | ------------------------- | --------------------------------------------- | ------------------------- |
| 71                        | Jan Hirt                  | Czechy                    | 26                        |                                               | 12.                       |
| 72                        | Marcin Białobłocki        | Polska                    | 33                        |                                               | 159.                      |
| 73                        | Felix Großschartner*      | Austria                   | 23                        |                                               | 78.                       |
| 74                        | Łukasz Owsian             | Polska                    | 27                        |                                               | 88.                       |
| 75                        | Maciej Paterski           | Polska                    | 30                        |                                               | 137.                      |
| 76                        | Simone Ponzi              | Włochy                    | 30                        |                                               | 126.                      |
| 77                        | Branisłau Samojłau        | Białoruś                  | 31                        |                                               | 112.                      |
| 78                        | Michal Schlegel*          | Czechy                    | 21                        |                                               | 45.                       |
| 79                        | Jan Tratnik               | Słowenia                  | 27                        | Mistrz Słowenii w wyścigu ze startu wspólnego | 106.                      |

### FDJ
| FDJ   | FDJ                   | FDJ        | FDJ  | FDJ                                            | FDJ     |
| Numer | Zawodnik              | Państwo    | Wiek | Uwagi                                          | Miejsce |
| ----- | --------------------- | ---------- | ---- | ---------------------------------------------- | ------- |
| 81    | Thibaut Pinot         | Francja    | 26   | Mistrz Francji w jeździe indywidualnej na czas | 4.      |
| 82    | William Bonnet        | Francja    | 34   |                                                | DNS-16  |
| 83    | Matthieu Ladagnous    | Francja    | 32   |                                                | 97.     |
| 84    | Tobias Ludvigsson     | Szwecja    | 26   |                                                | 85.     |
| 85    | Rudy Molard           | Francja    | 27   |                                                | 44.     |
| 86    | Steve Morabito        | Szwajcaria | 34   |                                                | 53.     |
| 87    | Sébastien Reichenbach | Szwajcaria | 27   |                                                | 15.     |
| 88    | Jérémy Roy            | Francja    | 33   |                                                | 73.     |
| 89    | Benoît Vaugrenard     | Francja    | 35   |                                                | 103.    |

### Gazprom-RusVelo
| Gazprom-RusVelo GAZ | Gazprom-RusVelo GAZ   | Gazprom-RusVelo GAZ | Gazprom-RusVelo GAZ | Gazprom-RusVelo GAZ | Gazprom-RusVelo GAZ |
| Numer               | Zawodnik              | Państwo             | Wiek                | Uwagi               | Miejsce             |
| ------------------- | --------------------- | ------------------- | ------------------- | ------------------- | ------------------- |
| 91                  | Siergiej Firsanow     | Rosja               | 34                  |                     | 96.                 |
| 92                  | Pawieł Brutt          | Rosja               | 35                  |                     | 134.                |
| 93                  | Aleksander Foliforow* | Rosja               | 25                  |                     | 40.                 |
| 94                  | Dmitrij Kozonczuk     | Rosja               | 33                  |                     | 145.                |
| 95                  | Siergiej Łagutin      | Rosja               | 36                  |                     | 157.                |
| 96                  | Iwan Rownyj           | Rosja               | 29                  |                     | 119.                |
| 97                  | Iwan Sawicki*         | Rosja               | 25                  |                     | DNF-15              |
| 98                  | Jewgieniej Szałunow*  | Rosja               | 25                  |                     | 123.                |
| 99                  | Aleksiej Catiewicz    | Rosja               | 27                  |                     | 121.                |

### Lotto Soudal
| Lotto Soudal LTS | Lotto Soudal LTS  | Lotto Soudal LTS | Lotto Soudal LTS | Lotto Soudal LTS                             | Lotto Soudal LTS |
| Numer            | Zawodnik          | Państwo          | Wiek             | Uwagi                                        | Miejsce          |
| ---------------- | ----------------- | ---------------- | ---------------- | -------------------------------------------- | ---------------- |
| 100              | André Greipel     | Niemcy           | 34               | Mistrz Niemiec w wyścigu ze startu wspólnego | DNS-14           |
| 101              | Lars Bak          | Dania            | 37               |                                              | 118.             |
| 102              | Sean De Bie       | Belgia           | 25               |                                              | DNF-16           |
| 103              | Jasper De Buyst*  | Belgia           | 23               |                                              | DNF-18           |
| 104              | Bart De Clercq    | Belgia           | 30               |                                              | DNF-15           |
| 105              | Adam Hansen       | Australia        | 35               |                                              | 93.              |
| 106              | Moreno Hofland    | Holandia         | 25               |                                              | 139.             |
| 107              | Tomasz Marczyński | Polska           | 33               |                                              | 47.              |
| 109              | Maxime Monfort    | Belgia           | 34               |                                              | 13.              |

### Movistar Team
| Movistar Team MOV | Movistar Team MOV  | Movistar Team MOV | Movistar Team MOV | Movistar Team MOV                              | Movistar Team MOV |
| Numer             | Zawodnik           | Państwo           | Wiek              | Uwagi                                          | Miejsce           |
| ----------------- | ------------------ | ----------------- | ----------------- | ---------------------------------------------- | ----------------- |
| 111               | Nairo Quintana     | Kolumbia          | 27                |                                                | 2.                |
| 112               | Andrey Amador      | Kostaryka         | 30                |                                                | 18.               |
| 113               | Winner Anacona     | Kolumbia          | 28                |                                                | 25.               |
| 114               | Daniele Bennati    | Włochy            | 36                |                                                | DNF-16            |
| 115               | Víctor de la Parte | Hiszpania         | 30                |                                                | 56.               |
| 116               | José Herrada       | Hiszpania         | 31                |                                                | 61.               |
| 117               | Gorka Izagirre     | Hiszpania         | 29                |                                                | 28.               |
| 118               | José Joaquín Rojas | Hiszpania         | 31                | Mistrz Hiszpanii w wyścigu ze startu wspólnego | 50.               |
| 119               | Rory Sutherland    | Australia         | 35                |                                                | 108.              |

### Orica-Scott
| Orica-Scott ORS | Orica-Scott ORS         | Orica-Scott ORS | Orica-Scott ORS | Orica-Scott ORS | Orica-Scott ORS |
| Numer           | Zawodnik                | Państwo         | Wiek            | Uwagi           | Miejsce         |
| --------------- | ----------------------- | --------------- | --------------- | --------------- | --------------- |
| 121             | Adam Yates*             | Wielka Brytania | 24              |                 | 9.              |
| 122             | Alexander Edmondson*    | Australia       | 23              |                 | DNS-16          |
| 123             | Caleb Ewan*             | Australia       | 22              |                 | DNF-15          |
| 124             | Michael Hepburn         | Australia       | 25              |                 | 122.            |
| 125             | Christopher Juul-Jensen | Dania           | 27              |                 | 109.            |
| 126             | Luka Mezgec             | Słowenia        | 28              |                 | 107.            |
| 127             | Rubén Plaza             | Hiszpania       | 37              |                 | 30.             |
| 128             | Svein Tuft              | Kanada          | 39              |                 | 142.            |
| 129             | Carlos Verona*          | Hiszpania       | 24              |                 | 57.             |

### Quick-Step Floors
| Quick-Step Floors QST | Quick-Step Floors QST | Quick-Step Floors QST | Quick-Step Floors QST | Quick-Step Floors QST                                                                                 | Quick-Step Floors QST |
| Numer                 | Zawodnik              | Państwo               | Wiek                  | Uwagi                                                                                                 | Miejsce               |
| --------------------- | --------------------- | --------------------- | --------------------- | --- | --------------------- |
| 131                   | Bob Jungels*          | Luksemburg            | 24                    | Mistrz Luksemburga w jeździe indywidualnej na czas · Mistrz Luksemburga w wyścigu ze startu wspólnego | 8.                    |
| 132                   | Eros Capecchi         | Włochy                | 30                    | | 58.                   |
| 133                   | Laurens De Plus*      | Belgia                | 21                    | | 24.                   |
| 134                   | Dries Devenyns        | Belgia                | 33                    | | 89.                   |
| 135                   | Fernando Gaviria*     | Kolumbia              | 22                    | | 129.                  |
| 136                   | Iljo Keisse           | Belgia                | 34                    | | 144.                  |
| 137                   | Davide Martinelli*    | Włochy                | 23                    | | 153.                  |
| 138                   | Maximiliano Richeze   | Argentyna             | 34                    | | 148.                  |
| 139                   | Pieter Serry          | Belgia                | 28                    | | 105.                  |

### Dimension Data
| Dimension Data DDD | Dimension Data DDD         | Dimension Data DDD | Dimension Data DDD | Dimension Data DDD                                                                          | Dimension Data DDD |
| Numer              | Zawodnik                   | Państwo            | Wiek               | Uwagi                                                                                       | Miejsce            |
| ------------------ | -------------------------- | ------------------ | ------------------ | ------------------------------------------------------------------------------------------- | ------------------ |
| 141                | Nathan Haas                | Australia          | 28                 |                                                                                             | DNF-11             |
| 142                | Igor Antón                 | Hiszpania          | 34                 |                                                                                             | 62.                |
| 143                | Natnael Berhane            | Erytrea            | 26                 |                                                                                             | 59.                |
| 144                | Omar Fraile                | Hiszpania          | 26                 |                                                                                             | 65.                |
| 145                | Ryan Gibbons*              | Południowa Afryka  | 22                 |                                                                                             | DNS-16             |
| 146                | Jacques Janse van Rensburg | Południowa Afryka  | 29                 |                                                                                             | 36.                |
| 147                | Kristian Sbaragli          | Włochy             | 26                 |                                                                                             | 101.               |
| 148                | Daniel Teklehaimanot       | Erytrea            | 28                 | Mistrz Erytrei w jeździe indywidualnej na czas Mistrz Erytrei w wyścigu ze startu wspólnego | 111.               |
| 149                | Johann van Zyl             | Południowa Afryka  | 26                 |                                                                                             | 149.               |

### Team Katusha-Alpecin
| Team Katusha-Alpecin KAT | Team Katusha-Alpecin KAT | Team Katusha-Alpecin KAT | Team Katusha-Alpecin KAT | Team Katusha-Alpecin KAT                   | Team Katusha-Alpecin KAT |
| Numer                    | Zawodnik                 | Państwo                  | Wiek                     | Uwagi                                      | Miejsce                  |
| ------------------------ | ------------------------ | ------------------------ | ------------------------ | ------------------------------------------ | ------------------------ |
| 151                      | Ilnur Zakarin            | Rosja                    | 27                       |                                            | 5.                       |
| 152                      | Maksim Bielkow           | Rosja                    | 32                       |                                            | 125.                     |
| 153                      | José Gonçalves           | Portugalia               | 28                       |                                            | 60.                      |
| 154                      | Robert Kišerlovski       | Chorwacja                | 30                       |                                            | 31.                      |
| 155                      | Pawieł Koczetkow         | Rosja                    | 31                       | Mistrz Rosji w wyścigu ze startu wspólnego | DNF-4                    |
| 156                      | Wiaczesław Kuzniecow     | Rosja                    | 27                       |                                            | 132.                     |
| 157                      | Alberto Losada           | Hiszpania                | 35                       |                                            | 147.                     |
| 158                      | Matwiej Mamykin*         | Rosja                    | 22                       |                                            | 87.                      |
| 159                      | Ángel Vicioso            | Hiszpania                | 40                       |                                            | DNS-21                   |

### Team LottoNL-Jumbo
| Team LottoNL-Jumbo TLJ | Team LottoNL-Jumbo TLJ | Team LottoNL-Jumbo TLJ | Team LottoNL-Jumbo TLJ | Team LottoNL-Jumbo TLJ                        | Team LottoNL-Jumbo TLJ |
| Numer                  | Zawodnik               | Państwo                | Wiek                   | Uwagi                                         | Miejsce                |
| ---------------------- | ---------------------- | ---------------------- | ---------------------- | --------------------------------------------- | ---------------------- |
| 161                    | Steven Kruijswijk      | Holandia               | 29                     |                                               | DNS-20                 |
| 162                    | Enrico Battaglin       | Włochy                 | 27                     |                                               | 64.                    |
| 163                    | Victor Campenaerts     | Belgia                 | 25                     | Mistrz Belgii w jeździe indywidualnej na czas | DNF-16                 |
| 164                    | Twan Castelijns        | Holandia               | 28                     |                                               | 130.                   |
| 165                    | Stef Clement           | Holandia               | 34                     |                                               | 23.                    |
| 166                    | Martijn Keizer         | Holandia               | 29                     |                                               | 116.                   |
| 167                    | Bram Tankink           | Holandia               | 38                     |                                               | DNF-19                 |
| 168                    | Jurgen Van den Broeck  | Belgia                 | 34                     |                                               | 91.                    |
| 169                    | Jos van Emden          | Holandia               | 32                     |                                               | 117.                   |

### Team Sky
| Team Sky SKY | Team Sky SKY     | Team Sky SKY    | Team Sky SKY | Team Sky SKY | Team Sky SKY |
| Numer        | Zawodnik         | Państwo         | Wiek         | Uwagi        | Miejsce      |
| ------------ | ---------------- | --------------- | ------------ | ------------ | ------------ |
| 171          | Mikel Landa      | Hiszpania       | 27           |              | 17.          |
| 172          | Philip Deignan   | Irlandia        | 33           |              | 37.          |
| 173          | Kenny Elissonde  | Francja         | 25           |              | DNF-16       |
| 174          | Michał Gołaś     | Polska          | 33           |              | 141.         |
| 175          | Sebastián Henao* | Kolumbia        | 23           |              | 33.          |
| 176          | Wasil Kiryjenka  | Białoruś        | 35           |              | 102.         |
| 177          | Salvatore Puccio | Włochy          | 27           |              | 86.          |
| 178          | Diego Rosa       | Włochy          | 28           |              | 55.          |
| 179          | Geraint Thomas   | Wielka Brytania | 30           |              | DNS-13       |

### Team Sunweb
| Team Sunweb SUN | Team Sunweb SUN        | Team Sunweb SUN   | Team Sunweb SUN | Team Sunweb SUN                                 | Team Sunweb SUN |
| Numer           | Zawodnik               | Państwo           | Wiek            | Uwagi                                           | Miejsce         |
| --------------- | ---------------------- | ----------------- | --------------- | ----------------------------------------------- | --------------- |
| 181             | Tom Dumoulin           | Holandia          | 26              | Mistrz Holandii w jeździe indywidualnej na czas | 1.              |
| 182             | Phil Bauhaus*          | Niemcy            | 22              |                                                 | DNF-17          |
| 183             | Simon Geschke          | Niemcy            | 31              |                                                 | 54.             |
| 184             | Chad Haga              | Stany Zjednoczone | 28              |                                                 | 82.             |
| 185             | Wilco Kelderman        | Holandia          | 26              |                                                 | DNF-9           |
| 186             | Sindre Skjøstad Lunke* | Norwegia          | 24              |                                                 | 120.            |
| 187             | Georg Preidler         | Austria           | 26              |                                                 | 71.             |
| 188             | Tom Stamsnijder        | Holandia          | 31              |                                                 | 154.            |
| 189             | Laurens ten Dam        | Holandia          | 36              |                                                 | 34.             |

### Trek-Segafredo
| Trek-Segafredo TFS | Trek-Segafredo TFS | Trek-Segafredo TFS | Trek-Segafredo TFS | Trek-Segafredo TFS                         | Trek-Segafredo TFS |
| Numer              | Zawodnik           | Państwo            | Wiek               | Uwagi                                      | Miejsce            |
| ------------------ | ------------------ | ------------------ | ------------------ | ------------------------------------------ | ------------------ |
| 191                | Bauke Mollema      | Holandia           | 30                 |                                            | 7.                 |
| 192                | Eugenio Alafaci    | Włochy             | 26                 |                                            | 146.               |
| 193                | Julien Bernard*    | Francja            | 25                 |                                            | 42.                |
| 194                | Laurent Didier     | Luksemburg         | 32                 |                                            | DNF-11             |
| 195                | Jesús Hernández    | Hiszpania          | 35                 |                                            | 49.                |
| 196                | Giacomo Nizzolo    | Włochy             | 28                 | Mistrz Włoch w wyścigu ze startu wspólnego | DNS-11             |
| 197                | Mads Pedersen*     | Dania              | 21                 |                                            | 138.               |
| 198                | Peter Stetina      | Stany Zjednoczone  | 29                 |                                            | 46.                |
| 199                | Jasper Stuyven*    | Belgia             | 25                 |                                            | 98.                |

### UAE Team Emirates
| UAE Team Emirates UAD | UAE Team Emirates UAD | UAE Team Emirates UAD | UAE Team Emirates UAD | UAE Team Emirates UAD | UAE Team Emirates UAD |
| Numer                 | Zawodnik              | Państwo               | Wiek                  | Uwagi                 | Miejsce               |
| --------------------- | --------------------- | --------------------- | --------------------- | --------------------- | --------------------- |
| 201                   | Rui Costa             | Portugalia            | 30                    |                       | 27.                   |
| 202                   | Valerio Conti*        | Włochy                | 24                    |                       | 68.                   |
| 203                   | Roberto Ferrari       | Włochy                | 34                    |                       | 150.                  |
| 204                   | Marco Marcato         | Włochy                | 33                    |                       | 113.                  |
| 205                   | Sacha Modolo          | Włochy                | 29                    |                       | DNF-17                |
| 206                   | Matej Mohorič*        | Słowenia              | 22                    |                       | 135.                  |
| 207                   | Edward Ravasi*        | Włochy                | 22                    |                       | 80.                   |
| 208                   | Simone Petilli*       | Włochy                | 24                    |                       | 26.                   |
| 209                   | Jan Polanc*           | Słowenia              | 24                    |                       | 11.                   |

### Wilier Triestina–Selle Italia
| Wilier Triestina–Selle Italia WIL | Wilier Triestina–Selle Italia WIL | Wilier Triestina–Selle Italia WIL | Wilier Triestina–Selle Italia WIL | Wilier Triestina–Selle Italia WIL                                                           | Wilier Triestina–Selle Italia WIL |
| Numer                             | Zawodnik                          | Państwo                           | Wiek                              | Uwagi                                                                                       | Miejsce                           |
| --------------------------------- | --------------------------------- | --------------------------------- | --------------------------------- | ------------------------------------------------------------------------------------------- | --------------------------------- |
| 211                               | Filippo Pozzato                   | Włochy                            | 35                                |                                                                                             | 104.                              |
| 212                               | Julen Amezqueta*                  | Hiszpania                         | 23                                |                                                                                             | 99.                               |
| 213                               | Matteo Busato                     | Włochy                            | 29                                |                                                                                             | 84.                               |
| 214                               | Giuseppe Fonzi                    | Włochy                            | 25                                |                                                                                             | 161.                              |
| 215                               | Illa Kaszawy                      | Białoruś                          | 26                                |                                                                                             | 155.                              |
| 216                               | Jakub Mareczko*                   | Włochy                            | 23                                |                                                                                             | DNS-14                            |
| 217                               | Daniel Martinez*                  | Kolumbia                          | 21                                |                                                                                             | DNS-17                            |
| 218                               | Cristian Rodríguez*               | Hiszpania                         | 22                                |                                                                                             | 52.                               |
| 219                               | Eugert Zhupa                      | Albania                           | 27                                | Mistrz Albanii w jeździe indywidualnej na czas Mistrz Albanii w wyścigu ze startu wspólnego | 140.                              |

## Kraje reprezentowane przez kolarzy
| Państwo           | Liczba kolarzy | Liczba kolarzy, którzy ukończyli wyścig | Wygrane etapy                                         |
| ----------------- | -------------- | --------------------------------------- | ----------------------------------------------------- |
| Albania           | 1              | 1                                       |                                                       |
| Argentyna         | 1              | 1                                       |                                                       |
| Australia         | 7              | 3                                       | 1 (Caleb Ewan x1)                                     |
| Austria           | 5              | 5                                       | 1 (Lukas Pöstlberger x1)                              |
| Belgia            | 13             | 8                                       |                                                       |
| Białoruś          | 4              | 4                                       |                                                       |
| Chorwacja         | 1              | 1                                       |                                                       |
| Czechy            | 3              | 3                                       |                                                       |
| Dania             | 4              | 4                                       |                                                       |
| Erytrea           | 2              | 2                                       |                                                       |
| Estonia           | 1              | 0                                       |                                                       |
| Francja           | 15             | 12                                      | 2 (Thibaut Pinot x1, Pierre Rolland x1)               |
| Hiszpania         | 18             | 16                                      | 3 (Omar Fraile x1, Gorka Izagirre x1, Mikel Landa x1) |
| Holandia          | 13             | 10                                      | 3 (Tom Dumoulin x2, Jos van Emden x1)                 |
| Irlandia          | 2              | 2                                       |                                                       |
| Kanada            | 2              | 2                                       |                                                       |
| Kazachstan        | 2              | 2                                       |                                                       |
| Kolumbia          | 5              | 4                                       | 5 (Fernando Gaviria x4, Nairo Quintana x1)            |
| Kostaryka         | 1              | 1                                       |                                                       |
| Luksemburg        | 3              | 2                                       | 1 (Bob Jungels x1)                                    |
| Niemcy            | 4              | 1                                       | 1 (André Greipel x1)                                  |
| Norwegia          | 1              | 1                                       |                                                       |
| Polska            | 5              | 5                                       |                                                       |
| Portugalia        | 3              | 3                                       |                                                       |
| Południowa Afryka | 3              | 2                                       |                                                       |
| Rosja             | 14             | 12                                      |                                                       |
| Słowenia          | 6              | 6                                       | 1 (Jan Polanc x1)                                     |
| Stany Zjednoczone | 6              | 6                                       | 1 (Tejay van Garderen x1)                             |
| Szwajcaria        | 3              | 3                                       | 1 (Silvan Dillier x1)                                 |
| Szwecja           | 1              | 1                                       |                                                       |
| Wielka Brytania   | 3              | 2                                       |                                                       |
| Włochy            | 45             | 36                                      | 1 (Vincenzo Nibali x1)                                |
| RAZEM             | 197            | 161                                     |                                                       |